# Parafia Matki Bożej Zwycięskiej w Bydgoszczy
Parafia Matki Bożej Zwycięskiej w Bydgoszczy – rzymskokatolicka parafia w Bydgoszczy, erygowana w 1980 roku. Należy do dekanatu Bydgoszcz VI.

## Bibliografia

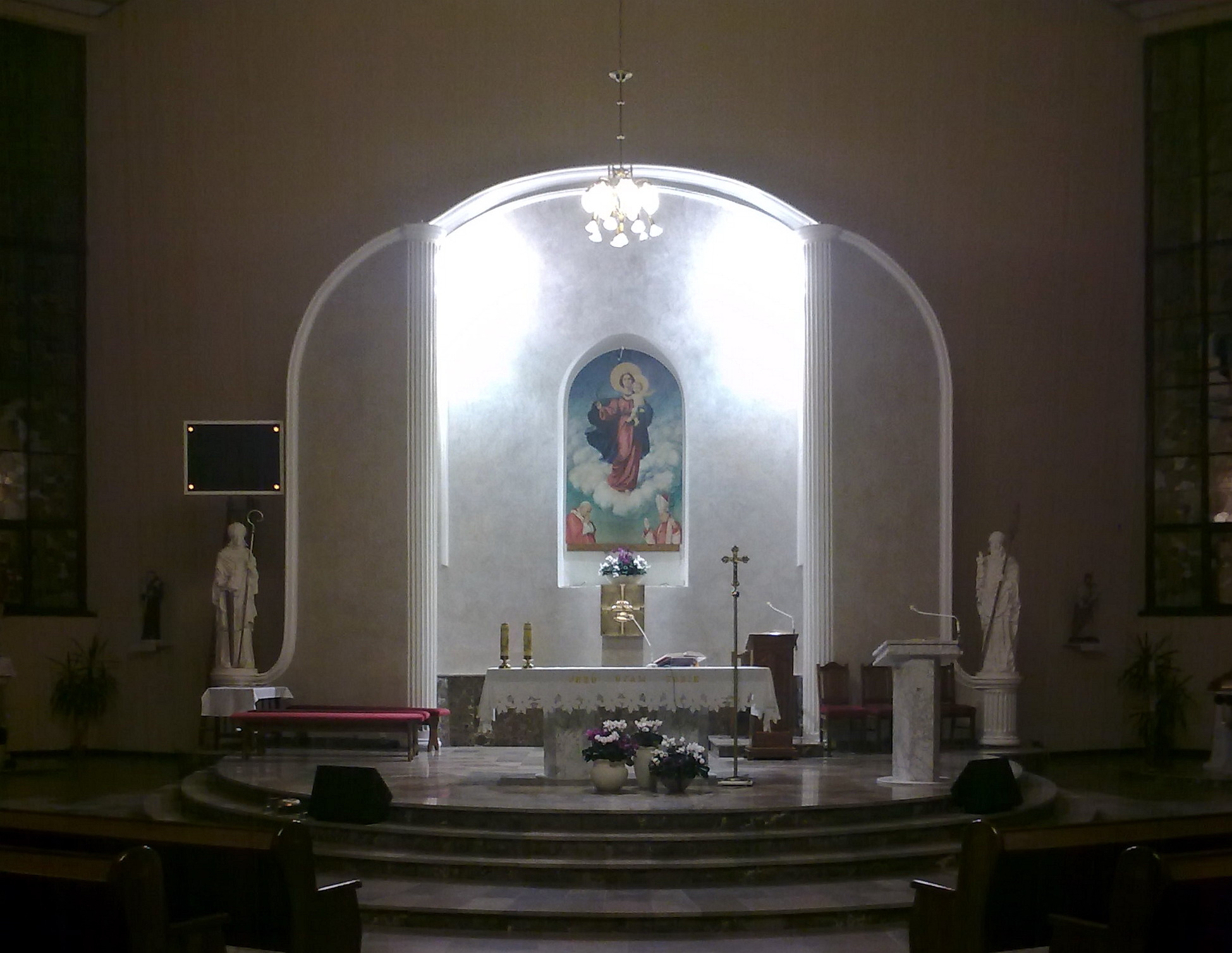
Ołtarz